# John Paulet (5e marquis de Winchester)
John Paulet, 5e marquis de Winchester (v. 1598 - 5 mars 1675), portant le nom de Lord John Paulet jusqu'en 1621 et Lord St John de 1621 à 1628, est le troisième mais l'aîné des fils survivants de William Paulet (4e marquis de Winchester).

## Biographie
Il veut aller au Collège d'Exeter, mais, en tant que catholique romain, il ne peut s'inscrire. Il passe par St Ives de 1620 à 1622. Restant à l'écart pour récupérer la fortune de sa famille pendant la plus grande partie des années 1630, il revient et se présente à la cour et au roi en 1639. Le cinquième marquis et la reine deviennent par la suite des amis. Le siège principal, Basing House, est le grand lieu de villégiature des amis de la reine Henriette-Marie de France dans le sud-ouest de l’Angleterre.
Au début de la Première révolution anglaise il fortifie et met en garnison Basing House et la garde pour Charles Ier en 1643 et 1644. Le siège de la Basing House, malgré une tentative de son plus jeune frère, Edward Paulet, de le livrer à l'ennemi, dure d’août 1643 au 16 octobre 1645, date à laquelle, lors du déclin général de la cause royaliste, il est pris d'assaut, après une défense déterminée, par Oliver Cromwell. La brutalité avec laquelle la maison est pillée est très inhabituelle, car les atrocités commises contre des civils pendant la guerre civile sont rares et généralement découragées des deux côtés: l'explication peut être la présence d'un certain nombre de prêtres catholiques parmi les défenseurs. Paulet est par la suite reconnu comme un grand loyaliste.
Le marquis est fait prisonnier avec une garnison qui a survécu au combat; Les vainqueurs ont également pris dix pièces d'artillerie et de nombreuses munitions, comme l'écrit Oliver Cromwell lui-même, qui dirige l'assaut, à l'intention du speaker.
En 1645, il est inculpé de haute trahison et emprisonné à la Tour de Londres, où il reste longtemps. Lady Winchester, qui s'est échappée de Basing deux jours avant sa chute, est envoyée rejoindre son mari à la Tour le 31 janvier. Une ordonnance pour la vente de ses domaines est adoptée le 30 octobre et, par la loi du 16 juillet 1651, une partie est vendue par les administrateurs pour la vente de domaines confisqués. Le 7 septembre 1647, il est autorisé à faire une cure à Epsom et y reste avec l'autorisation du Parlement pendant près de six mois. Le 30 juin 1648, la Chambre des lords exhorte les communes à le libérer sous caution, compte tenu de son mauvais état de santé. Dans les propositions envoyées au roi à l'île de Wight le 13 octobre, il est expressément stipulé que le nom de Winchester serait exclu du pardon. Les Communes décident finalement le 14 mars 1649 de ne pas poursuivre son procès pour haute trahison, mais ils le font condamner à une peine de prison et refusent toute composition pour ses biens. La vente de ses terres est interrompue par ordre du Parlement le 15 mars 1660 et, après la restauration, elles lui sont restituées. Le 3 août 1660, il est proposé de le dédommager de 19 000 £, réduits par la suite à 10 000 £, le 2 juillet 1661 .

## Mariages et descendance

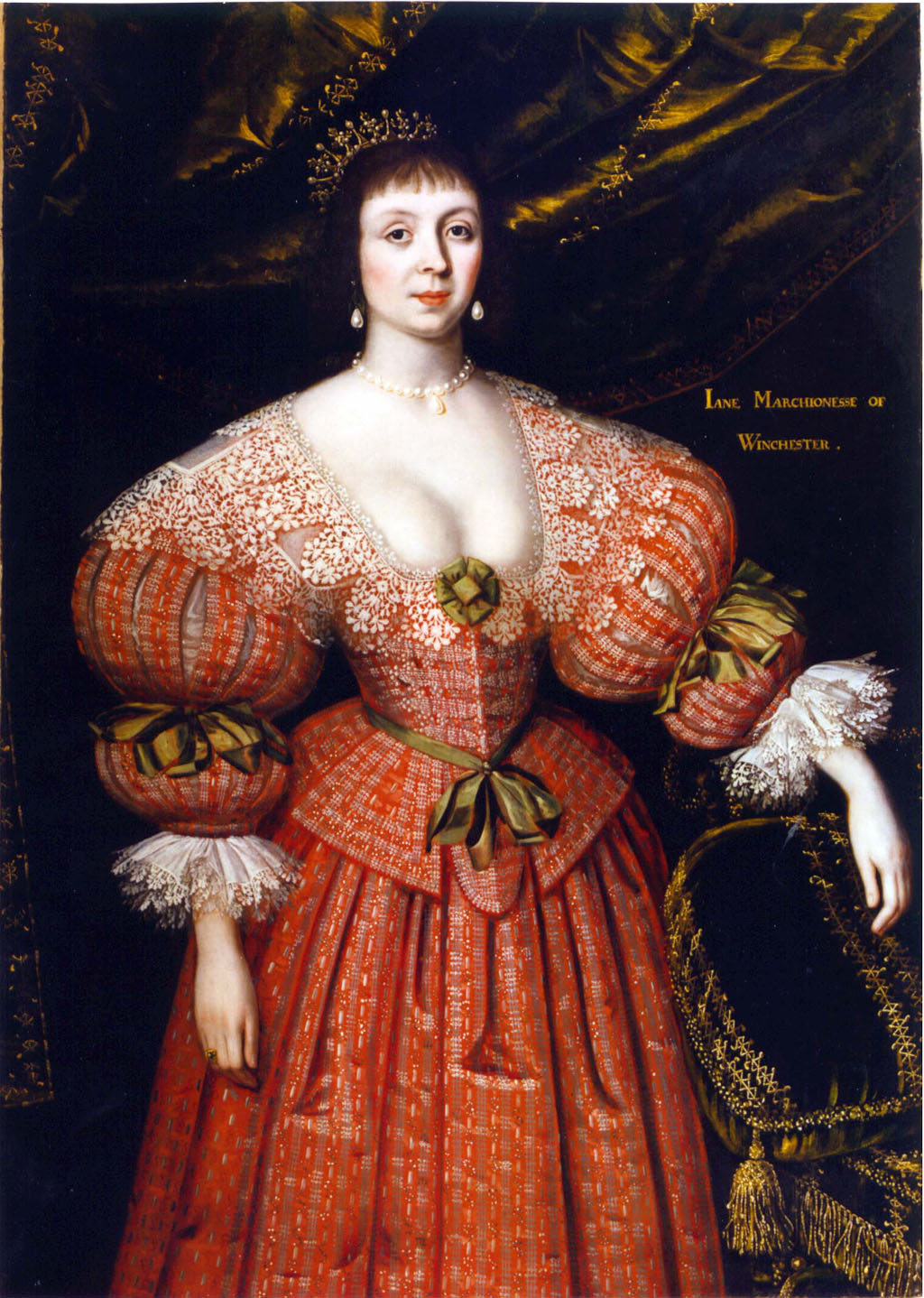
Jane, marquise de Winchester, Gilbert Jackson, 1632.

Il se marie en premières noces avec Jane Savage, fille de Thomas Savage (1er vicomte Savage) de Rocksavage, le 18 décembre 1622, et par elle a un fils, Charles Paulet (1er duc de Bolton), né c. 1630, . Jane meurt en couches en 1631, et reçoit une épitaphe de John Milton
Il se remarie en secondes noces avec Honora de Burgh, née c. 1605, fille de Richard Burke (4e comte de Clanricarde) et Frances Walsingham, vers 1645 et par elle, a une fille, Anne, morte en septembre 1694, mariée à John Belasyse (1er baron Belasyse)
Il se marie en troisièmes noces avec Isabel Howard, fille de William Howard (1er vicomte Stafford) et Mary Stafford, sœur du cinquième baron Stafford, en 1669 .
Il prend sa retraite à Englefield House, dans le Berkshire, cadeau de son deuxième mariage avec Honora de Burgh au début des années 1630. Il meurt le 5 mars 1674 et est enterré à Englefield, dans le Berkshire . Son fils aîné, Charles Paulet (1er duc de Bolton), lui succède comme 6e marquis de Winchester, et est créé plus tard 1er duc de Bolton. Charles se convertit à l'Église anglicane, ce qui est un grand coup porté à la communauté catholique romaine du Hampshire, qui, pendant de nombreuses années, comptait sur la famille Paulet pour la protéger des pires rigueurs de la législation pénale .